# Sawangan Lama
Sawangan Lama is een bestuurslaag in het regentschap Depok van de provincie West-Java, Indonesië. Sawangan Lama telt 16.603 inwoners (volkstelling 2010).